# Marie Ruggeri
Pour les articles homonymes, voir Ruggeri.
 (avril 2011).
Si vous disposez d'ouvrages ou d'articles de référence ou si vous connaissez des sites web de qualité traitant du thème abordé ici, merci de compléter l'article en donnant les références utiles à sa vérifiabilité et en les liant à la section « Notes et références ».
Marie Ruggeri, également connue sous le nom de scène Mary Cristy ou Mary Christy, est une comédienne et chanteuse italienne née le 21 juillet 1952 au Luxembourg.

## Biographie
Dès l'âge de 7 ans, dans les années 1960, Marie Ruggeri devient une enfant star en Allemagne et au Luxembourg où elle enregistre des disques sous les pseudonymes de Marie Tina ou Marie Cristina.
Au début des années 1970, elle s'installe en France, chante sous le nom de Mary Cristy et fait partie de la création de La Révolution Française de Claude-Michel Schönberg au Palais des Sports de Paris.
En 1976, elle représente Monaco au Concours Eurovision de la chanson où elle finit 3e avec la chanson Toi, la musique et moi. En parallèle à sa carrière solo, elle accompagne de nombreux artistes en studio et sur scène comme Claude François, Alain Souchon (chanson Y a d'la rumba dans l'air) ou Alain Barrière et chante dans de nombreuses publicités.
Au milieu des années 1980, elle double Audrey dans les chansons du film La Petite Boutique des Horreurs et participe à de nombreux doublages pour Jean Cussac, Guy Pedersen et Georges Costa: Basil, détective privé (la chanteuse du bar), La Belle et le Clochard (Peg), James et la Pêche géante (l'Araignée), Oliver et Compagnie (Georgette au chant) etc.
C'est aussi l'époque où elle met de côté la variété pour se lancer sous son vrai nom dans le théâtre contemporain. Un parcours qui l'amène à créer en 2004 la Compagnie Marie Ruggeri et à écrire et interpréter plusieurs pièces dont Vagabonde, Femmes en danger et Louise Michel, écrits et cris.

## Filmographie

### Télévision
- 1999 : L'instit, épisode 5x05 L'enfant caché de Roger Kahane : Madame Lupin

## Doublage

### Cinéma
- 1947 : Coquin de printemps : Narratrice et chanteuse soliste (2e doublage)
- 1955 : La Belle et le Clochard : Peg (2e doublage : voix chantée / 3e doublage : voix parlée et chantée)
- 1986 : Basil, détective privé : Chanteuse de la taverne
- 1986 : La Petite Boutique des Horreurs : Ellen Greene dans le rôle d'Audrey (voix chantée)
- 1989 : Oliver et Compagnie : Georgette (chansons)

### Télévision
- 2004-2006 : Tibère et la maison bleue : Luna la lune (2e voix, dialogues et chants)

## Théâtre
- 2018 : Au début de François Bégaudeau, mise en scène Panchika Velez, Centre national de création d'Orléans